# Nearcha nullata
Nearcha nullata är en fjärilsart som beskrevs av Achille Guenée 1857. Nearcha nullata ingår i släktet Nearcha och familjen mätare. Inga underarter finns listade i Catalogue of Life.

## Bildgalleri

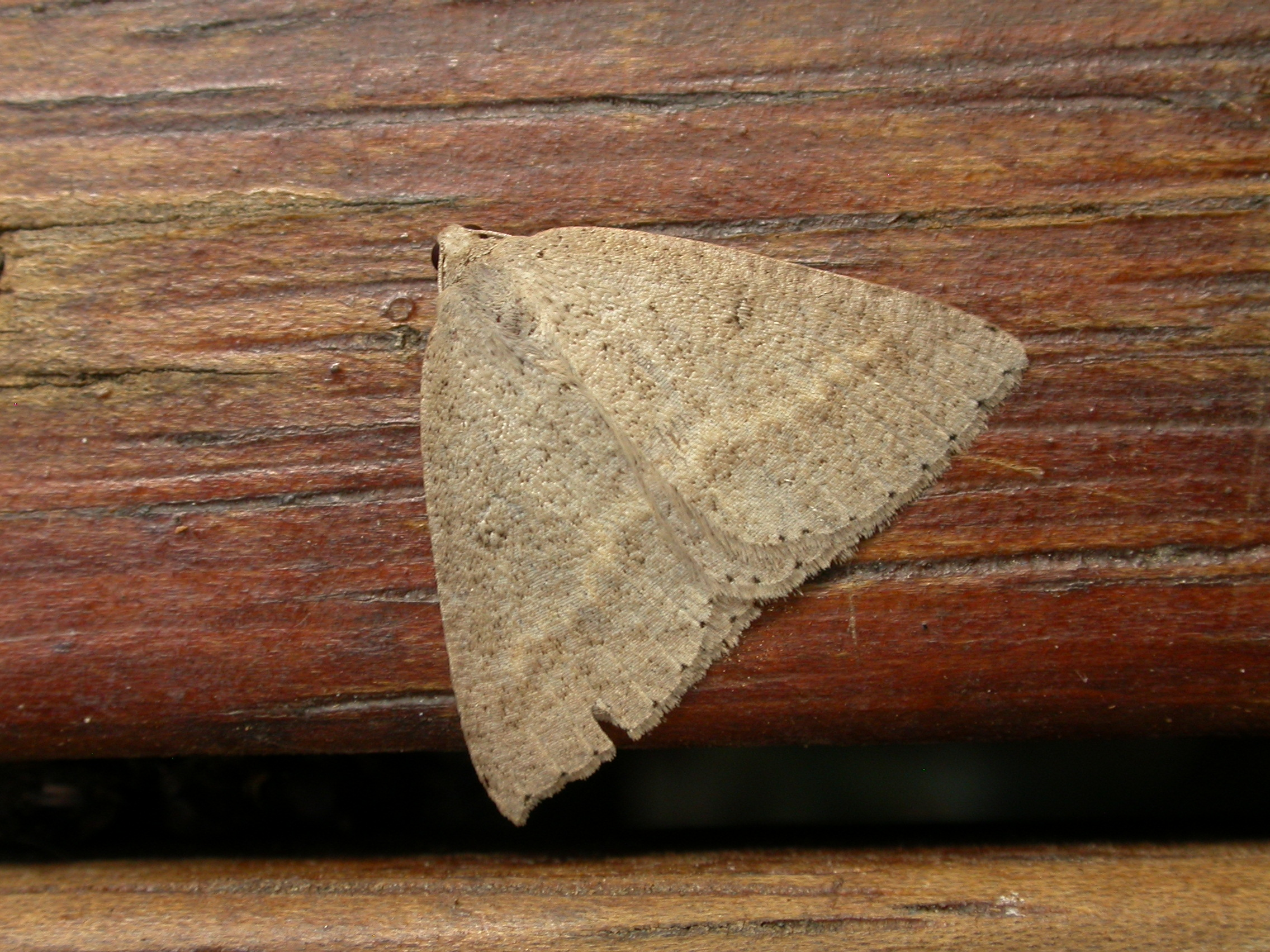
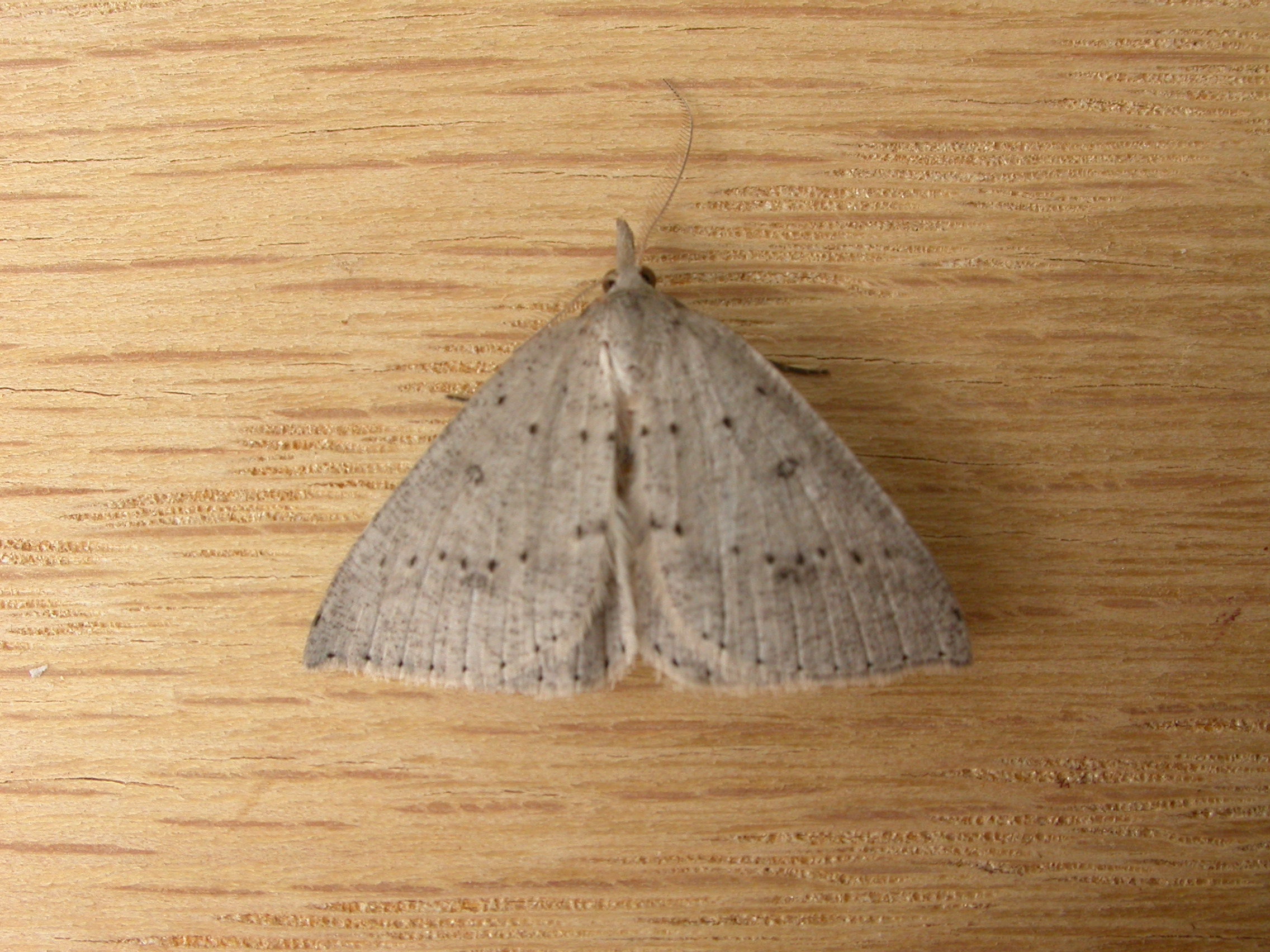